# 自転車駐車場整備センター

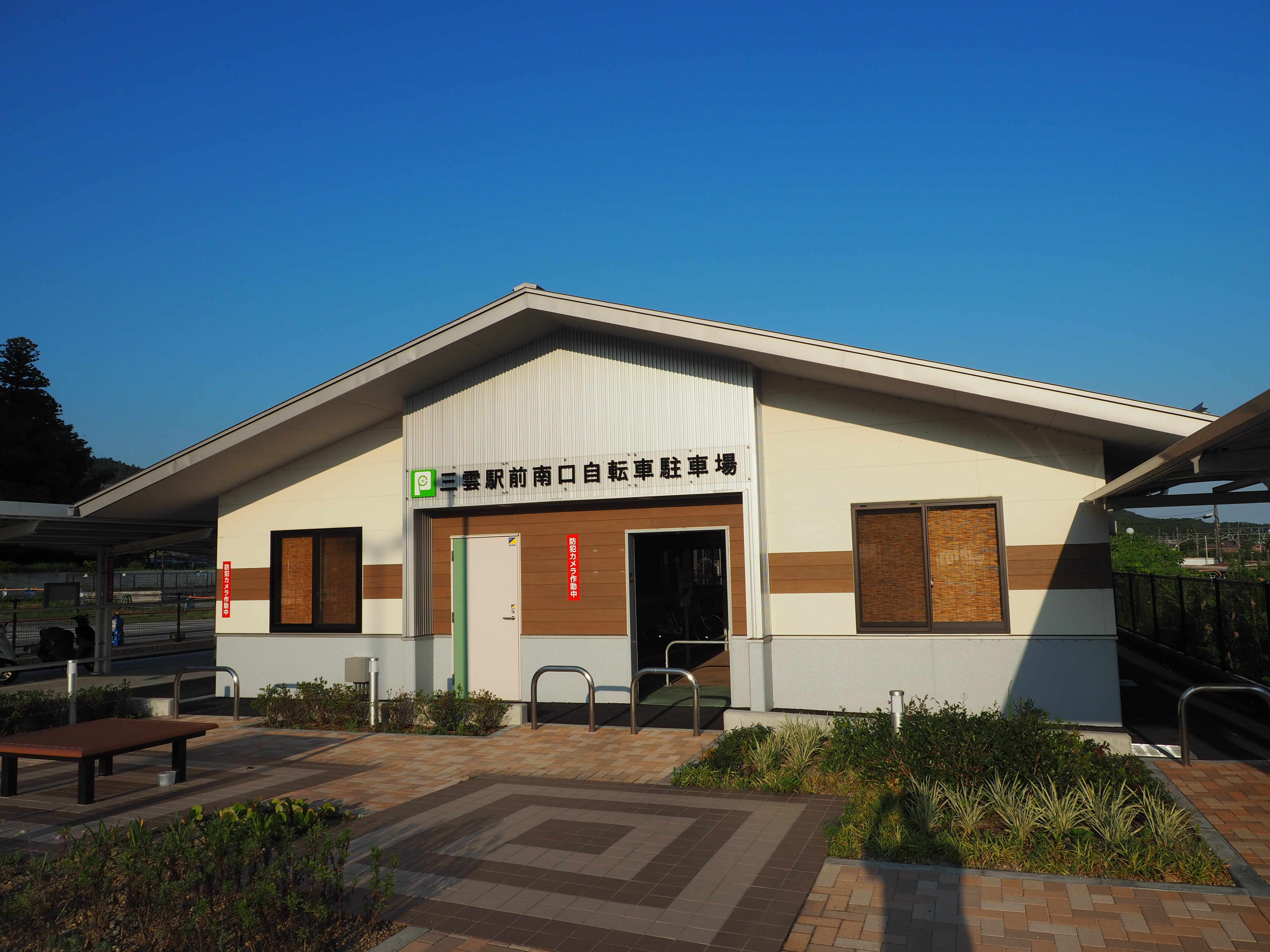
三雲駅前南口自転車駐車場（滋賀県湖南市）

公益財団法人自転車駐車場整備センター（じてんしゃちゅうしゃじょうせいびせんたー）は日本での自転車駐車場（駐輪場）の整備に関する事業等を行う目的で作られた公益法人である。石井喜三郎理事長。

## 沿革
- 1979年 - 建設大臣の許可を得て設立。
- 2020年12月1日 - 令和2年度外務大臣表彰を受賞[1][2]。

## ポスター
駅前放置自転車クリーンキャンペーン
- 1992年 - 中嶋美智代（現・中嶋ミチヨ）
- 1994年 - 安達祐実
- 1995年 - ともさかりえ
- 1996年 - 榎本加奈子
- 1997年 - 松本恵（現・松本莉緒）
- 1998年 - 直瀬遙歩
- 1999年 - 加藤あい
- 2003年 - 長澤まさみ
- 2004年 - 宮崎あおい
- 2005年 - 岩田さゆり
- 2006年 - 福田沙紀
- 2007年 - 仲里依紗
- 2008年 - 夏未エレナ
- 2009年 - 荒井萌
- 2010年 - 水沢奈子
- 2011年 - 有村架純
- 2012年 - 未来穂香
- 2013年 - 吉本実憂
- 2014年 - 小芝風花
- 2015年 - 浜辺美波
- 2016年 - 清原果耶

そのほか、田村英里子、小田茜、後藤理沙、葉月里緒菜、川越美和、鈴木杏なども起用されていた。